# Hr.Ms. K XVI (1934)
De Hr.Ms. K XVI was een Nederlandse onderzeeboot van de K XIV-klasse. De K XVI werd gebouwd door de Rotterdamse scheepswerf RDM. Net als alle andere K onderzeeboten werd de K XVI door het Nederlandse ministerie van Koloniën als patrouilleschip voor Nederlands-Indië aangeschaft. Op 7 januari 1935 vertrok de K XVI samen met de K XVII vanuit Den Helder naar Nederlands-Indië waar de boten op 26 maart 1935 aankwamen in Padang. Tijdens de tocht deden de onderzeeboten de volgende havens aan: Lissabon, Napels, Alexandrië, Aden en Colombo.

## De K XVI tijdens WO II
Begin 1941 werd de K XVI ingedeeld bij de 3e divisie van het onderzeebootflottielje in Nederlands-Indië. Naast de K XVI waren de K XIV, de K XV en de K XVIII onderdeel van 3e divisie. In november 1941 werd de 3e onderzeebootdivisie overgeplaatst naar het eiland Tarakan in de buurt van Borneo, dit omdat men een Japanse invasie in deze regio verwachtte.

### De verdediging van Nederlands-Indië
Op 8 december, na het uitbreken van de oorlog met Japan, moest de 3e divisie de Straat Makassar, tussen Kalimantan en Celebes, afschermen. Vanaf 12 december werden de patrouilles verplaatst naar de Zuid-Chinese Zee.
Op 24 december 1941 viel de K XVI, ten noorden van Kuching, de Japanse torpedobootjager Sagiri aan, twee torpedo's raakten het doel (zie ook Slag om Borneo. Doordat het schip in brand vloog en de torpedo's van de Sagiri vlamvatten en explodeerden, zonk het schip. De volgende dag, op 25 december, niet ver van de plek waar de K XVI de Sagiri tot zinken had gebracht, werd de K XVI zelf aangevallen door de Japanse onderzeeboot I 66. De K XVI voer aan de oppervlakte en de I 66 voer onder water. De I 66 lanceerde om 11:45 één torpedo op de K XVI die het doel trof. De K XVI ging met alle 36 bemanningsleden verloren.

## De zoektocht naar de K XVI
In 2003 en 2004 heeft Stichting comité nabestaanden onderzeeboten 1940-1945 pogingen ondernomen om het wrak van de K XVI te vinden. Deze pogingen waren onsuccesvol, wel werd het wrak van de Sagiri gevonden.
In oktober 2011 is het wrak van de K XVI door sportduikers gevonden in de buurt van Borneo.